# Нтонда
Нто́нда (англ. Ntonda) — вища традиційна громада у складі дистрикту Мангочі Південного регіону Малаві.
Населення — 21002 особи (2018).